# Dane van Niekerk
Pour les articles homonymes, voir van Niekerk.
Dane van Niekerk, née le 14 mai 1993 à Pretoria, est une joueuse de criket sud-africaine. Remarquée initialement comme lanceuse (leg spin), elle est devenue polyvalente, all-rounder. Elle a représenté l'Afrique du Sud en  Test cricket, One-day International (ODI) et Twenty20 international (T20I), et a été capitaine de l'équipe féminine nationale dans ces trois formats de jeu (Test, ODI et T20I) à partir du mois de juin 2016. Elle s'est mariée en 2018 avec l'une de ses coéquipières de l'équipe nationale sud-africaine.

## Éléments biographiques
Elle a joué au niveau national pour Highveld Women et Northerns Women, avant de devenir l'une des premières femmes sud-africaines (avec Marizanne Kapp) à faire partie de l'Eastern Province cricket team academy (équipe masculine).  Elle a été sélectionnée, à 16 ans, dans l'équipe nationale féminine de cricket d'Afrique du Sud pour la Coupe du monde féminine 2009 en Australie, et est devenue une membre régulière de l'équipe nationale depuis cette date. Elle a participé à la Coupe du monde de cricket féminin 2013 et a représenté l'Afrique du Sud au Championnat du monde de Twenty20 féminin en 2009, 2010, 2012, 2014 et 2016.
Lanceuse leg-spin, elle a fait ses débuts internationaux à l'âge de 16 ans, en mars 2009, lors du match de Coupe du Monde contre les  Antilles à Newcastle. Au fil des années, elle est devenue  polyvalente, all-rounder.
En janvier 2013, elle est devenue la première sud-africaine à réaliser un hat-trick dans un match international. Un mois plus tard, elle a marqué son premier half century (score individuel supérieur à 50 dans une manche) en ODI avec un score de 55, sans être éliminée, lors d'un match de Coupe du Monde contre le Pakistan. Elle a également réalisé avec Marizanne Kapp un partnership de 128 points. En 2015, elle a participé à la saison inaugurale de l'Australian Women's Big Bash League en jouant pour l'équipe (féminine) des Renégates de Melbourne (Melbourne Renegades).
Le 21 juin 2016, elle a été nommée capitaine de l'équipe féminine d'Afrique du Sud pour tous les formats de jeu (Test, ODI et T20I) à la suite de la décision de Mignon du Preez (en) de quitter ce poste.

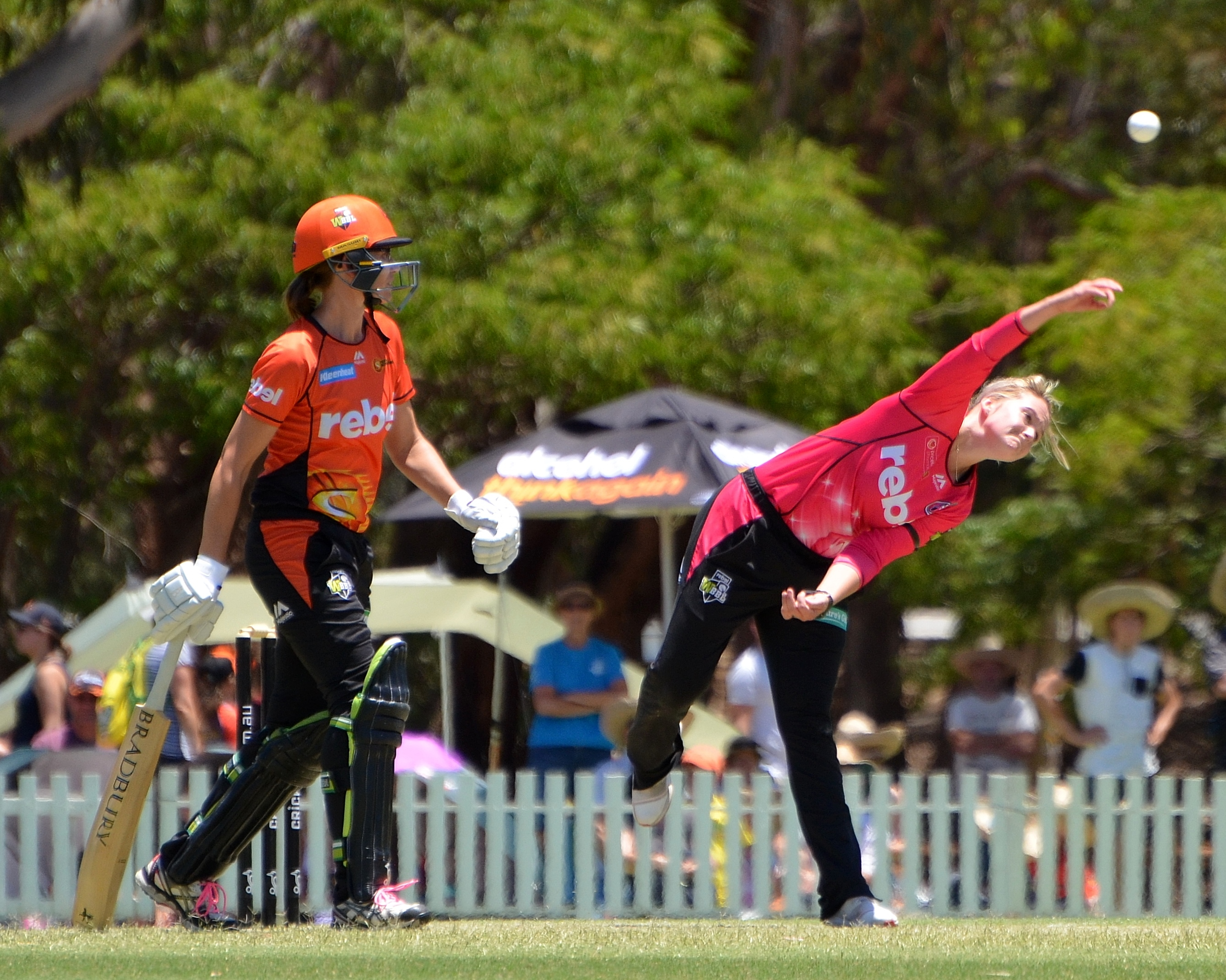
En 2017, exerçant comme lanceuse

En février 2017, lors de la qualification pour la Coupe du monde féminine de cricket 2017, elle est devenue la septième joueuse à atteindre 1 000 points et à prendre 100 guichets en match ODI féminins (WODI, Women's One Day International cricket). Elle est également devenue la première joueuse sud-africaine à prendre 100 guichets en WODI. En décembre 2017, elle a été nommée comme l'une des joueuses de l'équipe féminine ODI de l'année pour les compétitions organisées par le Conseil international de cricket (en anglais et officiellement International Cricket Council ou ICC).
En mars 2018, elle a été l'une des joueuses à obtenir un contrat national par la fédération de Cricket South Africa avant la saison 2018-2019. En juillet 2018, elle s'est mariée avec sa coéquipière Marizanne Kapp. Les deux joueuses appartiennent, pour le quotidien anglais The Guardian, au top 20 mondial : Dane van Niekerk est classée 14e par ce journal, deuxième du continent africain, et Marizanne Kapp 5e, première du continent africain. C'est le second couple qui se forme parmi les joueuses internationales de cricket, après les néozélandaises Amy Satterthwaite (en) et Lea Tahuhu (en), en 2017. En octobre 2018, elle a été nommée une nouvelle fois capitaine de l'équipe d'Afrique du Sud pour le tournoi mondial féminin de T20I, l'ICC Women's World Twenty20, aux Antilles.